# Песма убица
Песма убица (фр. Musique mortelle) је осамнаеста епизода прве сезоне серије Код Лиоко.

## Опис
На почетку епизоде, Од слуша веома безобразну песму док Улрик учи за тест из физике (названу „Све бих дао да будем зао“). Каже да нико не зна ко је творац. Међутим, да све буде још горе, иако је лепо питао, Улрик ни даље нема мира; Од не намерава да престане са певањем. Пошто је љут, иде да учи код Џеремија, који ради на роботу. У међувремену, Од наставља да слуша музику, али након неколико секунди се одједном онесвестио. Киви је збуњен.
Улрик и преспава код Џеремија, али лоше, јер је овај константно говорио у сну речи које Улрик описује као „Аелита! О, Аелита! Ти си ми у сновима! Једва чекам да…“ и слично, да би га Џереми ућуткао. Након спремања, оду у трпезарију и Улрик одбије да иду са Одом. Од се уопште није појавио, због чега Џереми и Улрик одлуче да иду у његову и Улрикову собу за време малог одмора. Налазе га са осмехом, али онесвешћен и Улрик је уплашен.
У амбуланти, Јоланда схвата да је Одов срчани пулс страшно спор, тако да сместа бива пренесен у болницу и са њим иду Улрик и Џереми. У међувремену, на изласку из зграде природних наука, Јуми примећује Сиси у чудном стању, са слушалицама на глави, која се затетурала и пала. Она јој скида слушалице, али при кратком слушању музике почиње да јој се врти у глави - музика је иста коју је Од слушао. Брзо је постала свесна и води Сиси у амбуланту. У болници, Одов крвни притисак иде доле и Улрик бламира себе за то што се десило, сматрајући да је требало да буде са Одом. Џереми контактира Аелиту, која убрзо примећује снажне пулсације у планинском сектору… Ксена… се пробудио! У међувремену у амбуланти, Јоланда је наместила пријатну музику на радију, али се музика убрзо мења у исто што је Од слушао и медицинска сестра пада у несвест. Јуми, која се опирала, схвата да је музика стопроцентно начин Ксениног напада: вештачка интелигенција нема довољно енергије, па није способна да директно напада људе, тако да је употребила песму којом је бацала људе у кому или стање слично параплегији, да не помињемо како су одељци за кардиологију претрпани жртвама.
Улрик и Џереми иду у фабрику, док касније стиже и Јуми, која је јавила Џеремију да је открила да Ксена напада правом правцијатом песмом убица, која напада централни нервни систем преко сензитивних нерава за пренос чула звука. Улрик бива виртуелизован у Лиоко и налази Аелиту. При бици са блоковима, један од њих је заледио Улрика на три минута, док стиже и Јуми. Покушавајући да уништи блокове трипликацијом док су Аелита и Јуми јуриле ка торњу, девиртуелизован је. Он пада у несвест јер је Ксена запоседнуо радио мреже и телевизију, инфицирајући их својом музиком. То се десило и Џеремију, али је успео да унесе координате за повратак. У Лиоку, постојала је препрека летећих платформи и Аелита успева да сасвим стигне до торња (Јуми није могла даље због тежине препреке). Уноси код „Лиоко“, спречавајући Ода и многе жртве да уђу у асистолију. Почиње повратак у прошлост.
Враћамо се у време у ноћ пре теста. Од сада слуша песму „Под мојом маском“, чији је творац Клегматик. Улрик овог пута није био изнервиран.

## Емитовање
Епизода је премијерно емитована 31. децембра 2003. у Француској. У Сједињеним Америчким Државама је емитована 12. маја 2004.